# Manoir d'Auffay
Manoir d'Auffay is een kasteel in de Franse gemeente Oherville. Het kasteel is een beschermd historisch monument sinds 1932.